# Liste der Bodendenkmale in Gelting
In der Liste der Bodendenkmale in Gelting sind die Bodendenkmale der Gemeinde Gelting nach dem Stand der Bodendenkmalliste des Archäologischen Landesamts Schleswig-Holstein von 2016 aufgelistet. Die Baudenkmale sind in der Liste der Kulturdenkmale in Gelting aufgeführt.
| Denkmal-ID           | Befundart          | Bezeichnung                   | Zeitstellung | Lage | Bemerkungen | Bild |
| -------------------- | ------------------ | ----------------------------- | ------------ | ---- | ----------- | ---- |
| aKD-ALSH-Nr. 004 023 | Grabmal > Langbett | Langbett/Steinreihe           | Neolithikum  |      |             |      |
| aKD-ALSH-Nr. 004 024 | Befestigung > Burg | Burg/Motte/Ringwall/Turmhügel | Mittelalter  |      |             |      |